# Spermaturia
La spermaturia è una malattia umana caratterizzata dalla presenza di sperma nelle urine.
Si può osservare nel sesso maschile e in medicina veterinaria. Spesso è causata da una eiaculazione retrograda. Essa può essere fisiologica durante la minzione dopo il rapporto sessuale.